# Gewerkschaft des Verkehrspersonals

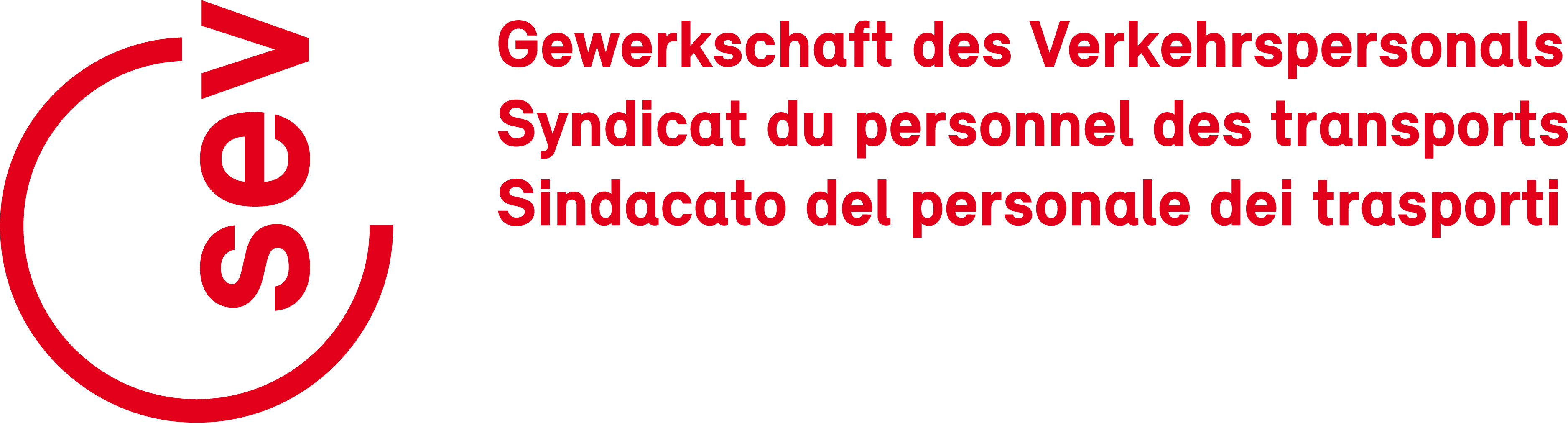
Logo des SEV - Gewerkschaft des Verkehrspersonals der Schweiz

Die Gewerkschaft des Verkehrspersonals (SEV) (französisch Syndicat du personnel des transports, italienisch Sindacato del personale dei trasporti) (früher: Schweizerischer Eisenbahn- und Verkehrspersonal-Verband) ist die drittgrösste Arbeitnehmerorganisation/Gewerkschaft der Schweiz. Die Gewerkschaft mit Sitz in Bern vertritt die Interessen der in der Schweiz tätigen Arbeitnehmer des öffentlichen Verkehrs sowie von transportverwandten Unternehmen und deren Nebenbetrieben.
Seine rund 42'000 Mitglieder (Stand 2016) sind bei den Schweizerischen Bundesbahnen (SBB), den Privatbahnen, Schifffahrtsgesellschaften, städtischen Verkehrsbetrieben, Autobusunternehmungen sowie im Touristikbereich bei zahlreichen Seilbahnen und Skiliftbetrieben tätig. Der SEV bietet seinen Mitgliedern unter anderem Rechtsschutz in Berufsfragen.

## Geschäftsstellen
Die Geschäftsstelle der Gewerkschaft ist das Zentralsekretariat in Bern. Daneben hat der SEV noch Aussenstellen in Bellinzona, Chur, Genf, Lausanne, St. Gallen, Zürich und Olten.
Der Verbandspräsident ist Matthias Hartwich, Vizepräsidenten sind Patrick Kummer und die Vizepräsidentin Valérie Boillat, der Finanzverwalter ist Aroldo Cambi. Sie bilden zusammen die Geschäftsleitung.

## Geschichte

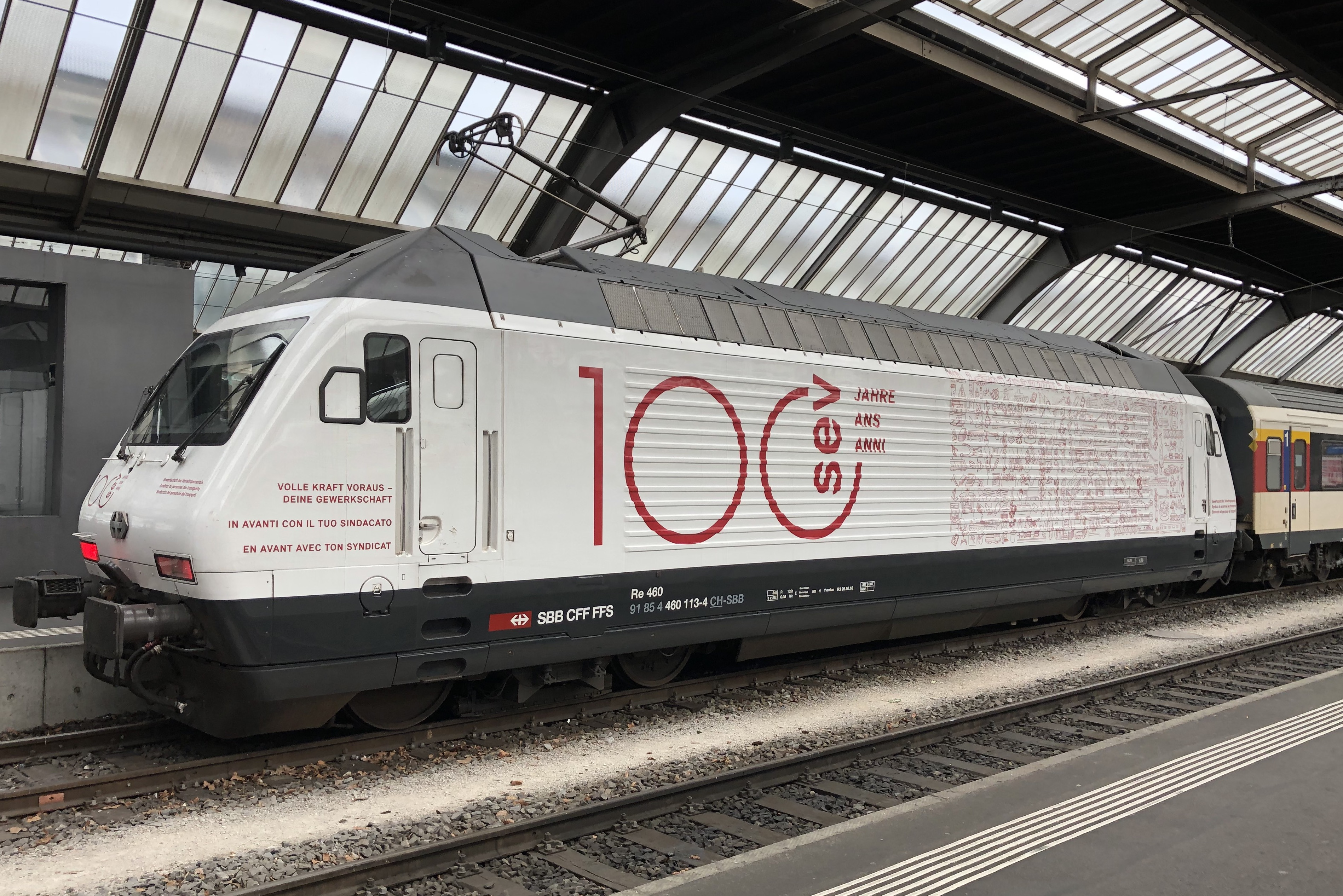
SBB Lokomotive SEV im HB Zürich

Der SEV entstand 1919 durch Zusammenschluss der verschiedenen Berufsverbände des Eisenbahnpersonals. Diese Verbände leben im Dachverband SEV als Unterverbände fort. Zum 100-jährigen Jubiläum fährt 2019 ein Jahr lang eine Lokomotive Re 460 der SBB auf dem Netz der SBB.

## Aufbau des SEV

### Kongress
Der alle zwei Jahre stattfindende Kongress ist die oberste Instanz des SEV. 250 Delegierte aus den Unterverbänden, den Sektionen und den Kommissionen nehmen daran teil.

### Vorstand (Vd)
Der Vorstand besteht aus total 19 Delegierten der Unterverbände und der drei Kommissionen. Er wird von Danilo Tonina (Vizezentralpräsident des Unterverbands RPV) präsidiert, Vizepräsident ist Peter Käppler (Zentralpräsident des Unterverbands AS). Der Vorstand ist das strategische Führungsorgan des SEV.

### Geschäftsleitung (GL)
Die Geschäftsleitung, die die operative Führung innehat, besteht aus dem Präsidenten, bis zu drei Vizepräsidentinnen oder Vizepräsidenten und dem Finanzverwalter.

### Geschäftsprüfungskommission (GPK)
Als Kontrollstelle amtet die GPK, welche aus fünf vom Kongress gewählten Mitgliedern besteht.

### Teilorganisationen

#### Unterverbände (UV)
Der SEV besteht aus folgenden Unterverbänden:
- RPV: Unterverband des Rangierpersonals (Rangierpersonal Verband)
- AS:  Administration und Service
- ZPV: Unterverband des Zugspersonals (Zugpersonal Verband)
- LPV: Unterverband des Lokomotivpersonals (Lokomotivpersonal Verband)
- BAU: Unterverband Personal Bau
- TS: Unterverband des Technischen Servicepersonals
- VPT: Unterverband des Personals privater Transportunternehmungen
- PV: Unterverband der Pensionierten (Pensionierten Verband)

#### Kommissionen
Die Migration-, Frauen- und Jugendkommissionen sorgen für die Interessenvertretung der jeweiligen Mitgliedergruppe nach innen und aussen. Sie führen zudem zielgruppenspezifische Werbemassnahmen durch.

##### Jugendkommission
Der Jugendkommission können Jugendliche bis zum 30. Altersjahr angehören.

##### Frauenkommission
Der Frauenkommission gehören alle im SEV organisierten Frauen an.

##### Migrationskommission
Der Migrationskommission gehören alle im SEV organisierten Migranten an.

#### Sektionen
Die Sektionen sind Teilorganisationen des SEV und ihres Unterverbandes. Sie sind Vereinigungen von Mitgliedern des gleichen Unterverbandes. Jedes SEV-Mitglied ist zugleich Mitglied des zuständigen Unterverbandes und der zuständigen Sektion.

## Dachorganisationen
Die Gewerkschaft ist Mitglied folgender Dachorganisationen:
- Schweizerischen Gewerkschaftsbund SGB
- Internationale Transportarbeiter-Föderation ITF
- Europäische Transportarbeiter-Föderation ETF